# باتری لیتیم-هوا
باتری لیتیم-هوا (به انگلیسی: Lithium–air battery) (مخفف انگلیسی: Li-air) گونه‌ای از باتری‌های نوع دوم هستند که در آن از فلز لیتیم در آند و اکسیژن هوا در کاتد استفاده می‌شود. این باتری‌ها می‌توانند ولتاژ اسمی تا ۲٫۹۱ ولت ایجاد کنند.
باتری لیتیوم-هوا (Li-air) یک سلول الکتروشیمیایی است که از اکسیداسیون لیتیوم در آند و کاهش اکسیژن در کاتد برای القای جریان جریان استفاده می‌کند.
جفت شدن لیتیوم و اکسیژن محیط از نظر تئوری می‌تواند منجر به سلولهای الکتروشیمیایی با بالاترین انرژی ممکن شود. در واقع، انرژی خاص نظری یک باتری غیر آبی Li-air، در حالت شارژ شده با محصول Li2O2 و به استثنای توده اکسیژن، ~40.1 MJ/kg است. این قابل مقایسه با انرژی خاص نظری بنزین، ~46.8 MJ/kg است. در عمل، باتری‌های Li-air با انرژی خاص ~6.12 MJ/kg در سطح سلول نشان داده شده‌است. این مقدار تقریباً ۵ برابر بیشتر از باتری یون‌لیتیم تجاری است و برای کار با یک وسیله نقلیه الکتریکی ۲۰۰۰ کیلوگرمی برای ۵۰۰ کیلومتر (۳۱۰ مایل) با یک بار شارژ با استفاده از ۶۰ کیلوگرم باتری کافی است. با این حال، قدرت عملیاتی و چرخه عمر باتری‌های Li-air قبل از یافتن جایگاه بازار به پیشرفت‌های چشمگیری نیاز دارد.
پیشرفت‌های قابل توجه الکترولیت برای توسعه یک اجرای تجاری مورد نیاز است. چهار رویکرد در نظر گرفته شده‌است: آلی، آبی، حالت جامد و مخلوط آبی - آلی.
عامل اصلی بازار باتری‌ها، بخش خودرو است. چگالی انرژی بنزین تقریباً ۱۳ کیلووات ساعت بر کیلوگرم است که مربوط به ۱٫۷ کیلووات ساعت بر کیلوگرم انرژی است که پس از تلف شدن به چرخ‌ها می‌رسد. از نظر تئوری، لیتیوم هوا می‌تواند ۱۲ کیلووات ساعت در کیلوگرم (43.2 MJ/kg) را به استثنای توده اکسیژن به‌دست آورد. با توجه به وزن بسته کامل باتری (پوشش، کانال‌های هوا، بستر لیتیوم)، در حالی که لیتیوم به تنهایی بسیار سبک است، چگالی انرژی به‌طور قابل توجهی پایین‌تر است.

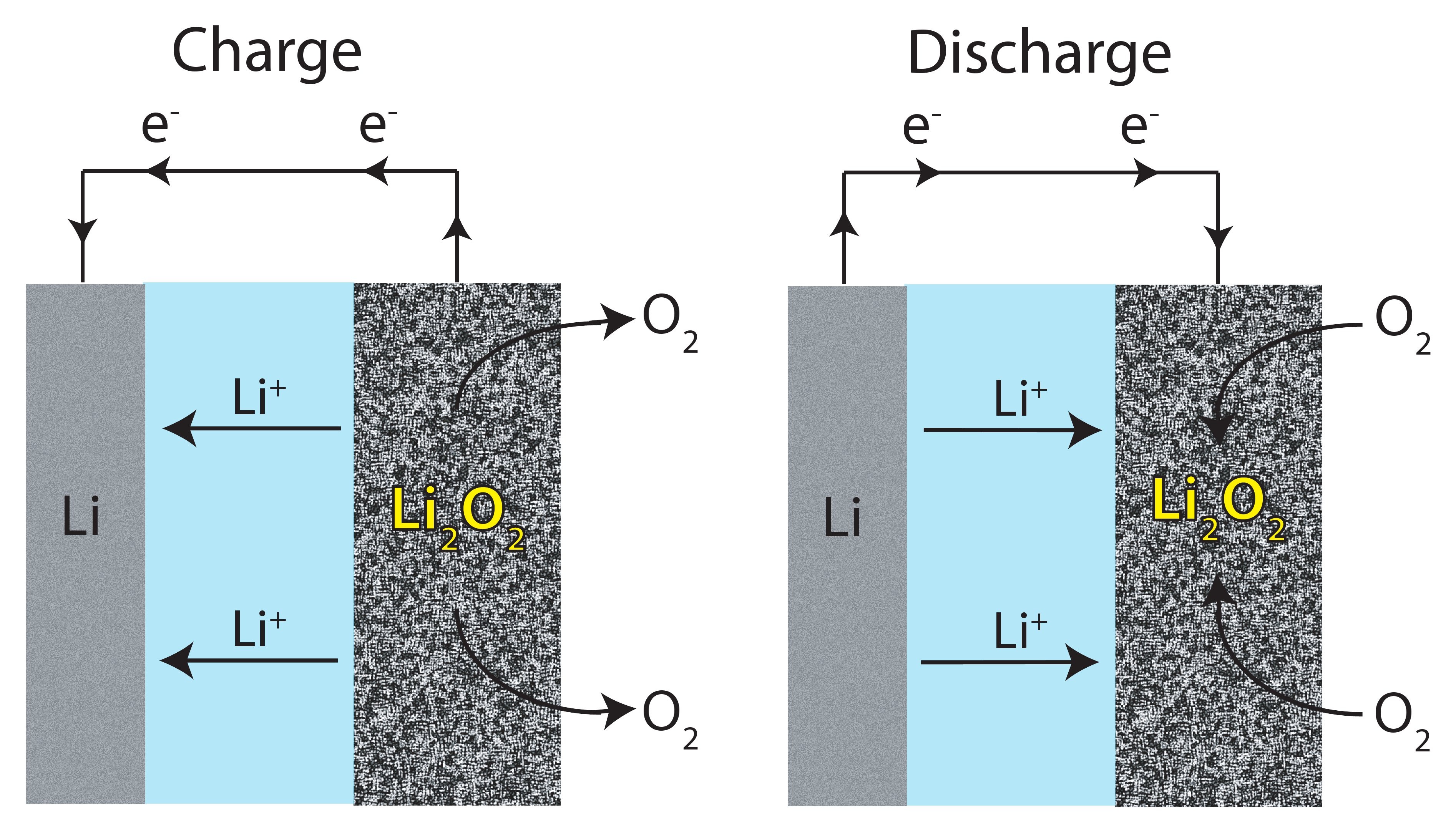
تصویر شماتیک از فرایند شارژ و دشارژ یک سلول لیتیم-هوا

## تاریخچه
باتری‌های Li-air که در اصل در دهه ۱۹۷۰ به عنوان منبع احتمالی برق برای وسایل نقلیه الکتریکی باتری و وسایل نقلیه الکتریکی هیبریدی پیشنهاد می‌شد، در اواخر دهه اول ۲۰۰۰ به دلیل پیشرفت در علم مواد، مورد توجه علمی قرار گرفتند.
اگرچه ایده وجود یک باتری لیتیوم - هوا مدتها قبل از سال ۱۹۹۶ بود، نسبت خطر به سود برای پیگیری بسیار بالا تصور می‌شد. در واقع، هر دو الکترود منفی (فلز لیتیوم) و مثبت (هوا یا اکسیژن) دلیل این امر هستند که به ترتیب، باتری‌های لیتیوم فلزی قابل شارژ در دهه ۱۹۷۰ به بازار نرسیدند (باتری یون‌لیتیم در یک دستگاه تلفن همراه از ترکیب گرافیت LiC6- روی الکترود منفی، نه یک فلز لیتیوم). با این وجود، به دلیل کمبود قابل درک سایر گزینه‌ها برای باتری‌های قابل شارژ با انرژی زیاد و به دلیل برخی نتایج امیدوار کننده از آزمایشگاه‌های دانشگاهی، هم تعداد حق ثبت اختراع و هم انتشارات حوزه آزاد مربوط به اکسیژن لیتیوم (از جمله Li-air) باتری‌ها در سال ۲۰۰۶ رشد نمایی کردند. با این حال، مشکلات فنی پیش روی چنین باتری‌ها، به ویژه زمان شارژ مجدد، حساسیت به نیتروژن و آب و هدایت ضعیف ذاتی گونه‌های شارژ شده Li2O2 چالش‌های اساسی است.

### طراحی و بهره‌برداری
به‌طور کلی یون‌های لیتیوم بین آند و کاتد در سراسر الکترولیت حرکت می‌کنند. در حال تخلیه، الکترون‌ها مدار خارجی را برای انجام کارهای الکتریکی دنبال می‌کنند و یون‌های لیتیوم به کاتد مهاجرت می‌کنند. در هنگام شارژ صفحات فلزی لیتیوم بر روی آند، آزاد شدن O2 در کاتد. باتری‌های غیرآبی (با Li2O2 یا LiO2 به عنوان فرآورده‌های تخلیه) و آبی (LiOH به عنوان محصول تخلیه) باتری Li-O2 در نظر گرفته شده‌است. باتری آبی برای جلوگیری از واکنش فلز Li با آب به یک لایه محافظ روی الکترود منفی نیاز دارد.
آند
فلز لیتیوم یک انتخاب معمول آند است. در آند، پتانسیل الکتروشیمیایی فلز لیتیوم را وادار می‌کند تا از طریق اکسیداسیون (بدون درگیر شدن اکسیژن کاتدیک) الکترونها را آزاد کند. نیمه واکنش این است:
Li ⇌ Li+ + e−
لیتیوم دارای ظرفیت ویژه بالا (۳۸۴۰ میلی آمپر ساعت در گرم) در مقایسه با سایر مواد باتری فلزی - هوا (۸۲۰ میلی‌آمپر ساعت در گرم برای روی، ۲۹۶۵ میلی‌آمپر ساعت در گرم برای آلومینیوم) است. چندین مسئله بر چنین سلولهایی تأثیر می‌گذارد. چالش اصلی در توسعه آند جلوگیری از واکنش آند با الکترولیت است. گزینه‌های جایگزین شامل مواد جدید الکترولیت یا طراحی مجدد رابط بین الکترولیت و آند هستند. آندهای لیتیوم با کاهش رسوبات لیتیوم دندریتیک، باعث کاهش ظرفیت انرژی یا ایجاد اتصال کوتاه می‌شوند. اثرات اندازه منافذ و توزیع اندازه منافذ به خوبی درک نشده‌است.
با شارژ / تخلیه در سلولهای آپروتیک، لایه‌های نمکهای لیتیوم بر روی آند رسوب می‌کنند و در نهایت آن را می‌پوشانند و مانعی بین لیتیوم و الکترولیت ایجاد می‌کنند. این سد در ابتدا از خوردگی جلوگیری می‌کند، اما در نهایت از سینتیک واکنش بین آند و الکترولیت جلوگیری می‌کند. این تغییر شیمیایی رابط جامد - الکترولیت (SEI) منجر به تغییر ترکیب شیمیایی در سطح می‌شود و باعث می‌شود جریان به همین ترتیب تغییر کند. توزیع جریان ناهموار باعث انشعاب رشد دندریت (شاخه‌های متعدد) می‌شود و معمولاً منجر به اتصال کوتاه بین آند و کاتد می‌شود.
در سلولهای آبی مشکلات SEI از واکنش بالای فلز لیتیوم با آب ناشی می‌شود.
چندین روش برای غلبه بر این مشکلات می‌باشد:
تشکیل یک لایه محافظ یون لیتیوم با استفاده از الکترولیت‌های کوپلیمر دی و ترایبلاک. به گفته شرکت Seeo، این الکترولیتها (به عنوان مثال، پلی استایرن با هدایت بالای یون لیتیوم در یک بخش پلیمر نرم، مانند پلی (اکسید اتیلن (PEO) و مخلوط نمک Li) ثبات مکانیکی را ترکیب می‌کنند. سختی از طریق انسداد مکانیکی دندریت را مهار می‌کند.
مواد شیشه ای یا سرامیک شیشه ای هدایت کننده لیتیوم یونی (به‌طور کلی) به راحتی توسط فلز لیتیوم کاهش می‌یابند، و بنابراین یک فیلم نازک از یک ماده رسانا لیتیوم پایدار، مانند Li3Pdیا Li3N، می‌تواند بین سرامیک و فلز قرار داده شود. این SEI مبتنی بر سرامیک مانع از تشکیل دندریت‌ها شده و از فلز لیتیوم در برابر آلودگی جوی محافظت می‌کند.
کاتد
در هنگام شارژ در کاتد، اکسیژن از طریق کاهش الکترون را به لیتیوم اهدا می‌کند. از کربن مزوپور به عنوان یک بستر کاتدی با کاتالیزورهای فلزی استفاده شده‌است که باعث افزایش سینتیک کاهش و افزایش ظرفیت خاص کاتد می‌شود. منگنز، کبالت، روتنیوم، پلاتین، نقره یا مخلوطی از کبالت و منگنز از کاتالیزورهای فلزی بالقوه هستند. تحت برخی شرایط کاتدهای کاتالیز شده منگنز بهترین عملکرد را داشتند، با ظرفیت خاص 3137 mA·H/g و کاتدهای کاتالیز شده با کبالت با بهترین ظرفیت 2414 mA·H/g دومین بهترین‌ها را داشتند. بر اساس اولین مدل‌سازی مقیاس منافذ باتری‌های لیتیوم - هوا، ساختار ریز کاتد به‌طور قابل توجهی بر ظرفیت باتری هم در رژیم‌های غیر مسدود کننده منفذ و هم در منافذ منفذ تأثیر می‌گذارد.
بیشتر محدودیت‌های باتری Li-air در کاتد است که منبع مزایای بالقوه آن نیز می‌باشد. اکسیژن اتمسفر باید در کاتد وجود داشته باشد، اما آلودگی‌هایی مانند بخار آب می‌تواند به آن آسیب برساند. تخلیه ناقص به دلیل انسداد کاتد کربن متخلخل با محصولات تخلیه مانند پراکسید لیتیوم (در طرح‌های غیرعادی) جدی‌ترین است.
کاتالیزورها در ایجاد هسته ترجیحی Li2O2 بیش از Li2Oترجیح داده شده‌اند، که با توجه به لیتیوم برگشت‌پذیر نیست.
عملکرد Li–air با کارایی واکنش در کاتد محدود می‌شود، زیرا بیشتر افت ولتاژ در آنجا اتفاق می‌افتد. چندین ترکیب شیمیایی مورد ارزیابی قرار گرفته‌است که توسط الکترولیت آنها متمایز شده‌است. این بحث بر روی الکترولیت‌های آلی و آبی متمرکز است زیرا الکتروشیمی حالت جامد به خوبی درک نشده‌است.
در یک سلول با الکترولیت آپروتیک اکسیدهای لیتیوم از طریق کاهش در کاتد تولید می‌شود:
```
 Li+ + e− +O2 + *→ LiO2*
```

Li+ + e− +LiO2*→Li2O2*
جایی که "*" یک سایت سطح در Li2O2 را نشان می‌دهد که در آن رشد ادامه می‌یابد، که در اصل یک جای خالی Li2O2 در سطح است.
اکسیدهای لیتیوم در الکترولیت‌های غیرقابل حل نیستند، که منجر به گرفتگی کاتد می‌شود.
یک MnO2 کاتد آرایه نانوسیم تقویت شده توسط ویروس باکتریوفاژ اصلاح شده ژنتیکی M13 دو تا سه برابر چگالی انرژی باتری‌های لیتیوم یون دوران ۲۰۱۵ را ارائه می‌دهد. این ویروس اندازه آرایه نانوسیم را که عرض آن حدود ۸۰ نانومتر است، افزایش داد. سیم‌های حاصل دارای سطح سنبله ای بودند. سنبله‌ها سطح بیشتری را برای میزبانی از سایت‌های واکنش ایجاد می‌کنند. روند ویروسی به جای سیم‌های جدا شده، باعث ایجاد ثبات در الکترود یک ساختار سه بعدی متقابل می‌شود. روند ویروسی مبتنی بر آب است و در دمای اتاق انجام می‌شود.
۳–۲- الکترولیت
باتری‌های Li–air بر روی چهار الکترولیت متمرکز شده‌است: اسیدی آبی، قلیایی آبی، غیرآبی دارای پروتون آزاد و آلی.
در سلول با الکترولیت آبی کاهش در کاتد همچنین می‌تواند هیدروکسید لیتیوم تولید کند:
۳-۲-۱- باتری لیتیم آبی
یک باتری لیتیوم آبی از یک آند فلز لیتیوم، یک الکترولیت آبی و یک کاتد کربن متخلخل تشکیل شده‌است. الکترولیت آبی نمک‌های لیتیوم محلول در آب را ترکیب می‌کند. از مسئله گرفتگی کاتد جلوگیری می‌کند زیرا محصولات واکنش در آب محلول هستند. طرح آبی از پتانسیل تخلیه عملی بالاتری نسبت به نمونه قیمتی خود برخوردار است. با این حال، فلز لیتیوم به شدت با آب واکنش نشان می‌دهد و بنابراین طرح آبی به یک رابط الکترولیت جامد بین لیتیوم و الکترولیت نیاز دارد. معمولاً از سرامیک یا شیشه رسانای لیتیوم استفاده می‌شود، اما رسانایی به‌طور کلی کم است (به ترتیب ۱۰−3 S/cmدر دمای محیط).
الکترولیت اسیدی
2Li + ½ O2 +2H+→ 2Li++ H2O
یک پایه مزدوج در واکنش نقش دارد. حداکثر تئوری انرژی خاص و خاصیت چگالی انرژی سلول Li–air به ترتیب 1400 W·h/kg و 1680 W·h/l است.
۳-۲-۳- الکترولیت آبی قلیایی
2Li + ½ O2 + H2O→ 2LiOH
مولکول‌های آب در واکنش‌های اکسایش کاتد هوا نقش دارند. حداکثر تئوری انرژی خاص و سلول مخصوص چگالی انرژی به ترتیب 1300 W·h/kg و 1520 W·h/l است.
مواد جدید کاتدی باید محل استقرار مقادیر قابل توجهی از LiO2, Li2O2 یا LiOH را تشکیل دهند.
بدون اینکه منافذ کاتد را مسدود کرده و از کاتالیزورهای مناسب برای عملی سازی واکنشهای الکتروشیمیایی استفاده کند.
مواد سیستم منافذ دوگانه امیدوار کننده‌ترین ظرفیت انرژی هستند.
اولین سیستم منافذ به عنوان فروشگاه محصولات اکسیداسیون عمل می‌کند.
دومین سیستم منافذ به عنوان انتقال اکسیژن عمل می‌کند.
۳-۲-۴- آپروتیک (آلی)
ابتدا باتری‌های غیر آبی Li-air نشان داده شدند. آنها معمولاً از حلالهای کربنات اتیلن + کربنات پروپیلن با نمکهای LiPF6 یا Li bis-sulfonimide مانند باتریهای لیتیوم یون معمولی استفاده می‌کنند، البته با الکترولیت مایع و ژل دار. اختلاف ولتاژ در شارژ و تخلیه جریان ثابت معمولاً بین ۱٫۳ و ۱٫۸ ولت است (با OCP حدود ۴٫۲ ولت) حتی در جریان‌های کم مضحک مانند 0.01–0.5 mA/cm² و ۵۰–۵۰۰ میلی‌آمپر / گرم C در الکترود مثبت
با این حال، حلال‌های کربنات بخاطر اضافه ولتاژ زیاد در هنگام شارژ، تبخیر شده و اکسید می‌شوند. حلالهای دیگری مانند گلیم‌های درپوشیده شده، DMSO، دی متیل استامید و مایعات یونی در نظر گرفته شده‌اند. کاتد کربن در هنگام شارژ بالاتر از +3.5 V v Li اکسید شده و Li2CO3 را تشکیل می‌دهد، که منجر به کاهش ظرفیت برگشت‌ناپذیر می‌شود.
بیشترین تلاش‌ها شامل مواد آپروتیک بود که متشکل از یک آند فلز لیتیوم، یک الکترولیت آلی مایع و یک کاتد کربن متخلخل است. الکترولیت را می‌توان از هر مایع آلی که قادر به حل نمک‌های لیتیوم است مانند
LiPF6, LiAsF6, LiN(SO2CF3) 2, LiSO3CF3) ساخت.
اما معمولاً از کربناتها، اترها و استرها تشکیل شده‌است. کاتد کربن معمولاً از یک ماده کربنی با سطح بالا با کاتالیزور اکسید فلز با ساختار نانو (معمولاً MnO2 یا Mn3O4) ساخته می‌شود.
یک مزیت عمده تشکیل خود به خودی مانع بین آند و الکترولیت است (مشابه سد تشکیل شده بین الکترولیت و آندهای کربن لیتیوم در باتری‌های لیتیوم یونی) که از فلز لیتیوم در برابر واکنش بیشتر با الکترولیت محافظت می‌کند. اگرچه قابل شارژ است، Li2O2 تولید شده در کاتد به‌طور کلی در الکترولیت آلی نامحلول است و منجر به تجمع در طول رابط کاتد / الکترولیت می‌شود. این باعث می‌شود کاتدهای موجود در باتری‌های آپروتیک در معرض گرفتگی و افزایش حجم باشند که به تدریج رسانایی را کاهش داده و عملکرد باتری را تخریب می‌کند. مسئله دیگر این است که الکترولیت‌های آلی قابل اشتعال هستند و در صورت آسیب سلول می‌توانند مشتعل شوند.
اگرچه اکثر مطالعات موافق Li2O2 هستند. محصول تخلیه نهایی باتری‌های غیر آبی Li-O2 است، شواهد قابل توجهی نشان می‌دهد که شکل‌گیری آن به عنوان یک کاهش مستقیم ۲ الکترون به پراکسید 2 O2−
انجام نمی‌شود (که مسیر مشترک کاهش O2 در آب بر روی کربن است) بلکه از طریق کاهش یک الکترون به سوپراکسید O2−، به دنبال عدم تناسب آن.
2LiO2⇌Li2O2+O2
سوپراکسید (O−۲)به دلیل هسته ای بودن، بنیادی بودن و پتانسیل اکسایش (Redox) بالا، به‌طور سنتی به عنوان یک واسطه خطرناک در باتری‌های اکسیژن غیرعادی مورد توجه قرار گرفته‌است. با این حال، گزارش‌ها نشان می‌دهد که LiO2 در حین تخلیه واسطه است پراکسید 2O2) (Li می‌تواند به عنوان محصول تخلیه نهایی مورد استفاده قرار گیرد، به‌طور بالقوه با عمر چرخه بهبود یافته، البته با انرژی خاص کمتر (وزن باتری کمی سنگین تر). در واقع، نشان داده شد که تحت شرایط خاص، سوپراکسید می‌تواند در مقیاس ۲۰–۷۰ ساعت در دمای اتاق پایدار باشد. با از دست دادن ظرفیت برگشت‌ناپذیر با عدم تناسب LiO2 در باتری شارژ شده، رسیدگی نشد.
به نظر می‌رسد Pt / C بهترین الکتروکاتالیست برای تکامل O2 و Au / C برای کاهش O2 در هنگام تولید 2O2 Li است. با این وجود، عملکرد باتری‌های لیتیوم-هوا قابل شارژ با الکترولیت‌های غیر آبی توسط واکنش‌های موجود بر روی الکترود اکسیژن، به ویژه توسط تکامل O2 محدود می‌شود. الکترودهای متناوب متخلخل هوا از کربن قادر به تأمین ظرفیت‌های mAh / g و mAh/cm2 نیستند نرخ در اندازه مورد نیاز برای باتری‌های با چگالی انرژی بسیار بالا برای برنامه‌های کاربردی EV. ظرفیت (در mAh/cm2) و عمر چرخه باتری‌های غیر آبی Li-O2 با رسوب نامحلول و رسانای الکترونیکی ضعیف محدود می‌شود. مراحل LiOx هنگام تخلیه.
(Li3O4پیش‌بینی می‌شود هدایت Li+ بهتری از فاز LiO2 و Li2O2 باشد. این امر باعث می‌شود که انرژی ویژه عملی باتری‌های LiO2 به مراتب کوچکتر از پیش‌بینی سطح واکنش دهنده باشد. به نظر می‌رسد که این پارامترها به حد مجاز خود رسیده‌اند و تنها از روش‌های جایگزین انتظار پیشرفت بیشتر است.
۲-۳-۵- مخلوط آبی - آلی
طراحی باتری‌های آبی-آلی یا مخلوط باتری Li-air تلاش می‌کند تا مزایای طراحی باتری‌های آلی و آبی را متحد کند. ویژگی مشترک در طراحی‌های ترکیبی، الکترولیت دو بخشی (یک قسمت آبی و یک قسمت غیر متحرک) است که توسط غشا رسانای لیتیوم متصل می‌شود. آند در حالی که کاتد با طرف آبی در تماس است از طرف آلی قرار دارد. سرامیک رسانای لیتیوم معمولاً به عنوان غشایی که به دو الکترولیت می‌پیوندد استفاده می‌شود.
یکی از این روشهای جایگزین است که امکان ترکیب آند فلز لیتیوم با کاتد آبی را فراهم می‌کند. الکترولیت‌های جامد سرامیکی (CSEs) از خانواده NASICON (به عنوان مثال،
e.g. , Li1−xAxM2−x(PO4)3 A ∈ [Al, Sc, Y] and M ∈ [Ti, Ge]) مورد مطالعه قرار گرفته‌است.
سازگار با آب در pH قلیایی و داشتن یک پنجره الکتروشیمیایی بزرگ) مطابق شکل)، هدایت یونی Li+ پایین آنها در نزدیکی دمای اتاق (< 0.005 S/cm, >۸۵ Ω cm2) آنها را برای برنامه‌های ذخیره‌سازی انرژی در خودرو و ثابت که تقاضای کم هزینه دارند، نامناسب می‌کند (یعنی تراکم جریان بیش از ۱۰۰ میلی‌آمپر در سانتی‌متر مربع). علاوه بر این، هر دو Ti و Ge توسط فلزی Li کاهش می‌یابند، و یک لایه میانی بین الکترود سرامیکی و الکترود منفی مورد نیاز است. در مقابل، الکترولیت‌های پلیمری جامد (SPEs) می‌توانند هدایت بالاتری را در هزینه عبور متقاطع از آب و سایر مولکولهای کوچک که نسبت به لیز فلزی واکنش نشان می‌دهند، فراهم کنند. از جمله غشاهای عجیب و غریب در نظر گرفته شده برای باتری‌های Li-O2، سیلیکون تک بلوری است.
در سال ۲۰۱۵ محققان طرحی را اعلام کردند که از گرافن بسیار متخلخل برای آند، الکترولیت لیتیوم بیس (تری فلوئورومتیل) سولفونیمیلید / دی متیو اکیزتان با آب و یدید لیتیوم اضافه شده برای استفاده به عنوان «واسطه» استفاده می‌کند. الکترولیت به‌جای پراکسید لیتیوم (Li2O2) هیدروکسید لیتیوم (LiOH) در کاتد تولید می‌کند.
۲) این نتیجه بهره‌وری انرژی ۹۳ درصد (فاصله ولتاژ ۲/۰) و بیش از ۲ هزار بار چرخه را با تأثیر کم بر خروجی ارائه می‌دهد. با این حال، طراحی به جای هوای محیط به اکسیژن خالص نیاز داشت.
۲-۳-۶- استفاده از الکترولیت جامد
یک طراحی باتری حالت جامد از نظر ایمنی جذاب است و احتمال احتراق در پارگی را از بین می‌برد. باتری‌های لیتیوم حالت جامد کنونی از یک آند لیتیوم، یک الکترولیت سرامیک، شیشه یا شیشه و سرامیک و یک کاتد کربن متخلخل استفاده می‌کنند. آند و کاتد معمولاً توسط کامپوزیت‌های پلیمری و سرامیکی از الکترولیت جدا می‌شوند که انتقال بار را در آند افزایش داده و کاتد را به الکترولیت به صورت الکتروشیمیایی جفت می‌کنند. کامپوزیت‌های پلیمر و سرامیک باعث کاهش امپدانس کلی می‌شوند. اشکال اصلی در طراحی باتری حالت جامد، رسانایی کم اکثر الکترولیت‌های سرامیک شیشه ای است. رسانایی یونی رساناهای یونی سریع لیتیوم پایین‌تر از گزینه‌های الکترولیت مایع است.